# بوریس آراپف
بوریس الکساندروویچ آراپف (روسی: Бори́с Алекса́ндрович Ара́пов؛ ۱۲ سپتامبر ۱۹۰۵ – ۲۱ ژانویهٔ ۱۹۹۲) موسیقی‌دان و آهنگساز اهل اتحاد جماهیر شوروی بود.
او نواختن پیانو را از سن ۱۶ سالگی آغاز کرد، اما به دلیل ابتلا به نوعی بیماری در دستان خود، مجبور به ترک نوازندگی شد و در سن ۱۸ سالگی برای آموختن آهنگسازی به کنسرواتوار سن پترزبورگ رفت و بعدها، استاد موسیقی همان‌جا شد.
وی همچنین برندهٔ جوایزی همچون هنرمند مردمی جمهوری شوروی فدراتیو سوسیالیستی روسیه و نشان لنین شده‌است.